# Эштон, Томас Саутклифф
Томас Саутклифф (Т. С.) Эштон (англ. Thomas Southcliffe (T. S.) Ashton; 11 февраля 1889, Эштон-андер-Лин, Большой Манчестер — 22 сентября 1968, Лондон) — британский историк экономики. Профессор экономической истории Лондонской школы экономики Лондонского университета, член Британской академии (1951).
Учился в Манчестерском университете. В 1927—1944 годах — там же лектор и одновременно (с 1938 года) декан торгово-управленческого факультета.
С 1944 года — профессор экономической истории Лондонской школы экономики Лондонского университета, с 1954 года и до конца жизни — эмерит-профессор.
По новейшей информации, в 1957 году он отказался от рыцарства.
Существует премия его имени, присуждаемая Обществом экономической истории (Economic History Society), президентом которого он являлся в 1960—1963 годах.
Наиболее известная работа «Промышленная революция, 1760—1830 гг.» (1948, англ. The Industrial Revolution (1760–1830)).